# 2577 Litva
2577 Litva (1975 EE3) là một tiểu hành tinh bay qua Sao Hỏa được phát hiện ngày 12 tháng 3 năm 1975 bởi N. Chernykh ở Nauchnyj. "Litva" có nghĩa quốc gia Litva.